# Primeros álbumes
Primeros álbumes es el primer álbum recopilatorio del cantautor chileno Leo Quinteros, lanzado en 2006 pensando en una edición argentina que finalmente fue descontinuada. Es un álbum doble que incluye íntegramente su segundo y tercer álbumes, 1A (2004) y Leo Quinteros, ahora! (2006).

## Lista de canciones
| Disco 1 (1A) |                          |          |  |
| N.º          | Título                   | Duración |  |
| 1.           | «Gente desconocida»      |          |  |
| 2.           | «Tu show»                |          |  |
| 3.           | «Inundándonos»           |          |  |
| 4.           | «Tráfico»                |          |  |
| 5.           | «Fumadores»              |          |  |
| 6.           | «Nadie lo sabe bien»     |          |  |
| 7.           | «Pies en la tierra»      |          |  |
| 8.           | «Carmen»                 |          |  |
| 9.           | «No soy yo»              |          |  |
| 10.          | «La marca oficial»       |          |  |
| 11.          | «En vez de nadar, beber» |          |  |
| 12.          | «Querer ser feliz»       |          |  |

Todas las canciones escritas y compuestas por Leo Quinteros. 
| Disco 2 (Leo Quinteros, ahora!) |                              |          |  |
| N.º                             | Título                       | Duración |  |
| 1.                              | «Fiesta pagada»              |          |  |
| 2.                              | «Lo sabes todo»              |          |  |
| 3.                              | «Mejor tercero»              |          |  |
| 4.                              | «Moscas»                     |          |  |
| 5.                              | «Ahora»                      |          |  |
| 6.                              | «Posiciones de resguardo»    |          |  |
| 7.                              | «Andes empire»               |          |  |
| 8.                              | «Quién es mejor»             |          |  |
| 9.                              | «Monumentos nacionales»      |          |  |
| 10.                             | «Sólo quiero volverte a ver» |          |  |

## Créditos
Intérpretes «1A»
- Leo Quinteros: voz, guitarra, bajo, teclado y samplers.
- Alejandro Gómez: guitarra eléctrica (músico invitado).
- Cristián Sotomayor: batería y programaciones (músico invitado).

Intérpretes «Leo Quinteros, ahora!»
- Leo Quinteros: voz, guitarra, piano
- Cristián Sotomayor: batería, piano
- Felipe Cadenasso: guitarra slide
- Claudio Rocco: piano
- Álvaro Gómez: batería